# Франсін Обен
Франсін Обен (фр. Francine Agnès Gisèle Marie-Thérèse Tremblot de la Croix; 6 лютого 1938, Париж — 14 серпня 2016, Булонь-Біянкур) — французька композиторка, диригентка, педагог і художниця-живописець. Відома як перша жінка, яка отримала посвідчення про придатність до функцій директора консерваторії і обіймала цю посаду.
Була наймолодшою з п'яти дітей Рішара Трембло де ла Круа (1889—1974), політехнічного спеціаліста, промисловця, адміністратора компанії та його дружини, уродженої Марі-Терези Мошоф.
Вона вивчала теорію музики та фортепіано в консерваторії в Труа, вчилась у Мадлен Дофін, Марі-Жанни Віллемез, Женев'єви Зайге-Дюпон, Раймонди і Еліани Нівер та Патеро.
Її прийняли в Національну консерваторію музики і танцю в Парижі, де вона вивчала фортепіано та музичне письмо у Ноеля Галлона та композицію у Тоні Обена.

У 1958 році, у віці 20 років, вона виграла Першу премію Консерваторії за композицію.
Окрім своїх викладацьких обов'язків, у 1985 році вона була директором Паризької консерваторії. В 1989 році директором консерваторії Рюе-Мальмезон, керувала симфонічним оркестром. З цієї посади вона пішла у 2011 році.
Її учнями були Наокі Токуока, Ів де Бужаду, Ліонель Столеру та інші.
У період з 1970 по 1973 рік відмовилася від музики, щоб присвятити себе живопису. За контрактом з галереєю Уоллі-Фіндлі вона виставлялась у Франції та США.